# Thorgunn Snædal
Thorgunn Snædal, även känd som Þórgunnur Snædal eller Thorgunn Brink Snædal, född den 14 december 1948, är en svensk antikvarie och runolog (fil.dr), som arbetat vid Runverket, Riksantikvarieämbetet, där hon målade 676 olika runstenar.
Bland hennes forskning har hon tolkat Pireuslejonets runinskrifter och hon anser att Björketorpsstenarna i Blekinge står på en gammal kultplats från 600-talet till Odens ära.
Thorgunn kommer från Akureyri på norra Island men flyttade till Sverige som 17-åring och har bott i Sverige största delen av sitt liv.